# Phthiridium theodori
Phthiridium theodori är en tvåvingeart som först beskrevs av Klein 1972.  Phthiridium theodori ingår i släktet Phthiridium och familjen lusflugor. Inga underarter finns listade i Catalogue of Life.